# Торбін Григорій Мирославович
Торбін Григорій Мирославович (нар. 20.01.1971) — український математик, доктор фізико-математичних наук, професор кафедри математичного аналізу і диференціальних рівнянь, проректор з наукової роботи НПУ імені М. П. Драгоманова.

## Біографія[3]
Народився в місті Прилуки, що на Чернігівщині. Після закінчення школи вступив до НПУ імені М. П. Драгоманова на Фізико-математичний факультет, який закінчив із відзнакою в 1993 році.
Працював вчителем математики у с. Щасливому Київської області.
У період із 1993 по 1996 рік навчався в аспірантурі кафедри вищої математики НПУ імені М. П. Драгоманова[джерело не вказане 1408 днів].
З 1996 по 2008 роки працював на кафедрі вищої математики НПУ імені М. П. Драгоманова на посадах асистента, старшого викладача, доцента, професора[джерело не вказане 1408 днів].
З 2009 року працює на посаді професора кафедри математичного аналізу та диференціальних рівнянь НПУ імені М. П. Драгоманова[джерело не вказане 1408 днів],
Із 2014 року обіймає посаду проректора з наукової роботи НПУ імені М. П. Драгоманова[джерело не вказане 1408 днів].
Також працює провідним науковим співробітником лабораторії фрактального аналізу Інституту математики НАН України.

## Наукова діяльність[3]
У 1998 році захистив кандидатську дисертацію на тему «Випадкові величини типу Джессена-Вінтнера та їх фрактальні властивості», а в 2008 році — докторську дисертацію на тему «Фрактальні розподіли ймовірностей і перетворення, що зберігають розмірність Хаудорфа-Безиковича» (обидві зі спеціальності 01.01.05 — теорія ймовірностей і математична статистика).
Науковим керівником кандидатської та науковим консультантом докторської дисертацій Г. М. Торбіна був доктор фізико-математичних наук, професор Працьовитий Микола Вікторович.
У 2005 році за роботу «Фрактальний аналіз сингулярних розподілів ймовірностей та перетворення, що зберігають розмірність Хаусдорфа-Безиковича» нагороджений премією Президента України для молодих вчених